# 692
Cette page concerne l'année 692  du calendrier julien. Pour l'année 692 av. J.-C., voir 692 av. J.-C.
L'année 692 est une année bissextile qui commence un lundi.

## Événements
- Février : le général Al-Hajjaj ben Yusef, dirigeant une expédition envoyé par le calife ‘Abd Al-Malik, arrive devant La Mecque, qui soutient un siège de six à huit mois[1].

- 30 septembre : le calife dissident de La Mecque ‘Abd Allah ibn Zobair est exécuté au terme d'un long siège. L’unité de l’Empire arabe est rétablie au profit des Omeyyades[1].

- Une armée de 40 000 hommes dirigée par Hassan ibn al-Nu'man part à la conquête du Maghreb. Hassan ibn al-Nu'man est nommé gouverneur d’Ifriqiya (692-705)[2].

- Au Mexique, les Itzás abandonnent Chichén Itzá pour Chakanputun[3].

- Reprise par la Chine sur les Tibétains des quatre garnisons du Tarim : Koutcha, Qarachahr (692), Kachgar et Khotan (694)[4].

- Le Chinois Yi Jing relate son voyage à Sumatra et en Inde[5].

- Reprise des hostilités des Arabes contre Byzance qui refusait la nouvelle monnaie d’or frappée par le calife[6]. L’armée byzantine est écrasé par les Arabes à Sébastopolis (aujourd'hui Sulusaray, province de Tokat) à la suite de la défection d'un contingent de 20 000 Slaves conduit par Neboulos. Justinien II fait précipiter dans la mer les Slaves qui sont restés, femme et enfants compris[7]. Le prince d’Arménie Smbat VI Bagratouni se soulève et passe aux Arabes (693)[8].

- Concile in Trullo (sous la coupole du palais), exclusivement oriental. Une assemblée d'évêques se réunit à Constantinople entre 691 et 692 : règlementation du mariage, statut des clercs (mariage, prêt à intérêt, spectacles…), nombreux interdits (fêtes d’origines païennes, formes libres du culte chrétien, etc.), importance du monachisme[9]. Le pape Serge Ier s’oppose aux clauses contraires aux usages de Rome et résiste à Justinien II qui voulait le faire enlever[10].
- Willibrord rencontre le pape à Rome[10].

- Fondation de l'Abbaye d'Andenne, monastère bénédictin mixte puis exclusivement féminin, fondé à Andenne, en Belgique, par sainte Begge[11].

## Décès en 692
1. Clotilde dite Doda